# John Grieco
John Grieco (...) è un allenatore di football americano statunitense degli Oakland Raiders della National Football League (NFL).

## Carriera come allenatore
Grieco iniziò la sua carriera come allenatore nella NFL il 3 gennaio 2012 dopo aver firmato con gli Oakland Raiders, assumendo il ruolo di assistente allenatore dello sviluppo della forza e della condizione. Il 17 gennaio venne promosso ad allenatore dello sviluppo della forza e della condizione dei Raiders.

## Vittorie e premi
Nessuno

## Vita familiare
È sposato con Jamie da cui ha un figlio: Nicholas e una figlia: Gianna.